# Andrena gordia
Andrena gordia är en biart som beskrevs av Warncke 1975. Andrena gordia ingår i släktet sandbin, och familjen grävbin. Inga underarter finns listade i Catalogue of Life.